# Biarum fraasianum
Biarum fraasianum là một loài thực vật có hoa trong họ Ráy (Araceae). Loài này được (Schott) Nyman mô tả khoa học đầu tiên năm 1865.